# Wardriving

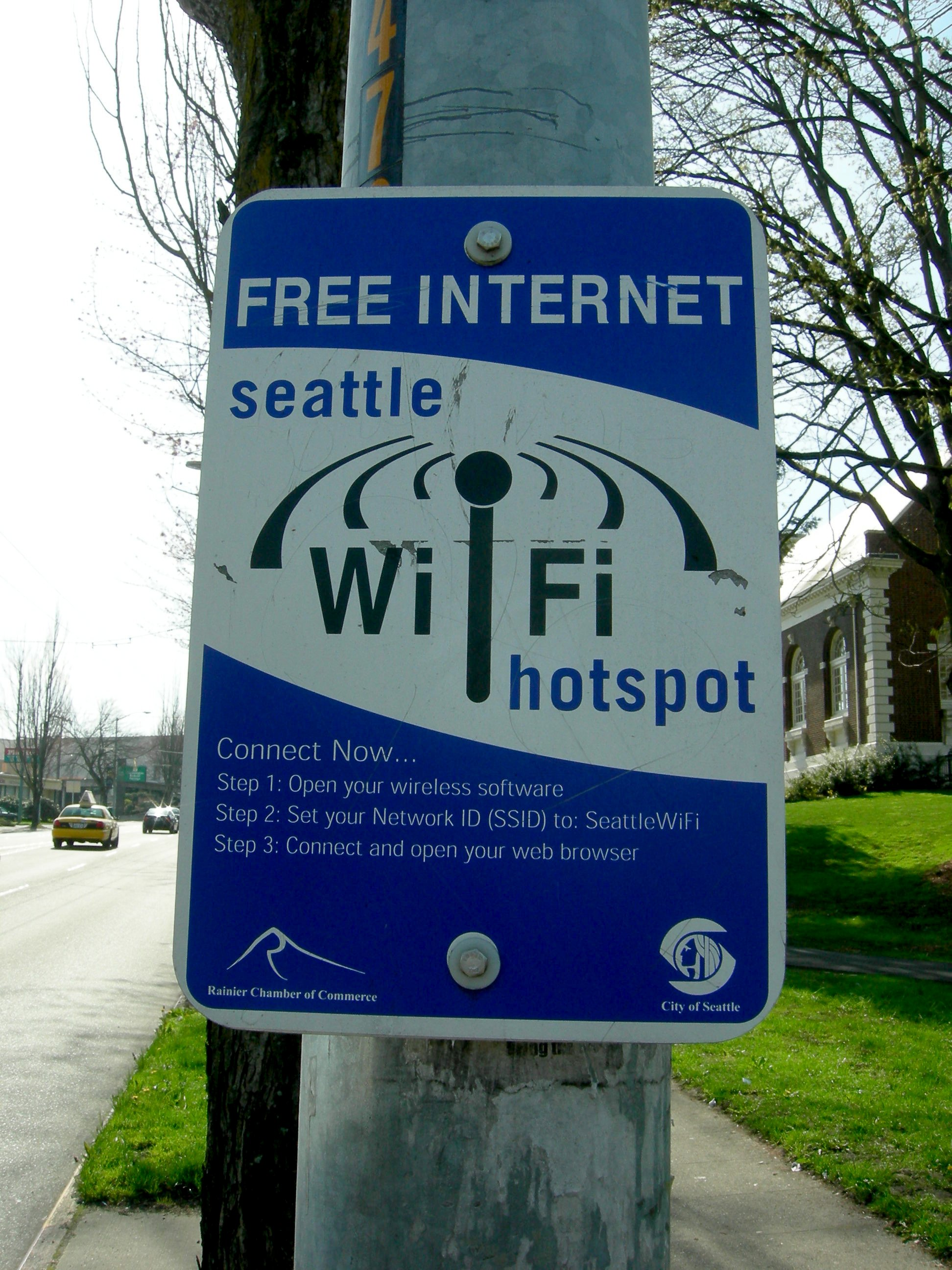
Een gratis wifi-toegangspunt

Wardriving of wardriven is een activiteit waarbij men rondrijdt met een auto (of ander voertuig) en een computer uitgerust met wifi-apparatuur. Varianten hierop worden soms genoemd naar het vervoermiddel dat gebruikt wordt: warflying, warrailling, wartraining, warbiking, warwalking en warjogging.
Met deze computer, laptop of pda detecteert men dan draadloze netwerken (wifi). Het lijkt op het gebruiken van een scanner voor de radio. Veel wardrivers maken gebruik van gps om de locatie van de draadloze netwerken te bepalen en houden dit bij in een logboek of zetten het op een website. Om meer netwerken te ontdekken, maakt men vaak gebruik van omnidirectionele tot zeer geconcentreerde richtantennes. De software om te kunnen wardriven is vrij beschikbaar op het internet, bijvoorbeeld: Kismet voor Linux, MacStumbler voor Apple Macintosh en NetStumbler voor Microsoft Windows.
De meeste wardrivers "noteren" of "loggen" enkel de gevonden netwerken. Door warchalking worden de hotspots publiek zichtbaar gemaakt.

## Ethische overwegingen
In de meeste landen is het ongevraagd of zonder toestemming zich toegang verschaffen tot een netwerk strafbaar. Maar dit wordt vaak verkeerd begrepen. Een echte wardriver maakt geen enkele verbinding met een netwerk, het is zelfs mogelijk dat de wardriver zelf geen enkel signaal uitzendt en alleen maar luistert.
Wardriving wordt vaak als twijfelachtige activiteit bestempeld. Toch werkt alles vanuit technisch standpunt zoals het ontworpen is. Access points (toegangspunten tot een draadloos netwerk) zenden steeds identificatiecodes uit en deze informatie is toegankelijk voor eenieder met een geschikte ontvanger.
Bij software die enkel luistert, zoals Kismet, kan men wardriven vergelijken met het luisteren naar een radiostation dat toevallig beschikbaar is in de omgeving. Deze interpretatie kan verschillen van land tot land. 
Met andere software (zoals NetStumbler) zendt de wardriver voortdurend "probes" uit waarop het toegangspunt antwoordt. De meeste toegangspunten met standaardinstellingen zijn zo ontworpen dat ze toegang geven aan iedereen die er om vraagt. Sommige mensen argumenteren dat zo'n onbeveiligd toegangspunt zijn diensten (al dan niet met opzet) aanbiedt aan iedereen die er om vraagt. Anderen argumenteren dan weer dat deze vergelijking niet opgaat, je mag bijvoorbeeld ook niet zomaar een huis binnenwandelen ook al staat de voordeur wagenwijd open.
Wanneer mensen die niet bekend zijn met wardriven zien hoeveel onbeveiligde toegangspunten er zijn (en hoe makkelijk deze te vinden zijn), worden zij er vaak toe aangezet hun netwerk beter te beveiligen. Sommige wardrivers gaan zelfs zover dat ze contact opnemen met de systeembeheerder en hem informeren over de gaten in de beveiliging en stappen aanbieden om deze te dichten.